# Lhuître
Lhuître je francouzská obec v departementu Aube v regionu Grand Est. Žije zde 271 obyvatel.

## Geografie
Obec leží u hranic departementu Aube s departementem Marne.

### Sousední obce
| Růžice kompasu | Grandville | Dosnon | Saint-Ouen-Domprot (Marne) | Růžice kompasu |
| Růžice kompasu |            | Sever  | Dampierre                  | Růžice kompasu |
| Růžice kompasu | Lhuître    |        | Dampierre                  | Růžice kompasu |
| Růžice kompasu | Jih        |        | Dampierre                  | Růžice kompasu |
| Růžice kompasu | Le Chêne   | Vinets | Isle-Aubigny               | Růžice kompasu |